# أومي ندور
أومي ندور (بالإنجليزية: Oumy Ndour)‏، هي مُخرجة وصحفية سينغالية.